# Rancho Nuevo, Alto Lucero de Gutiérrez Barrios
Rancho Nuevo är en ort i Mexiko.   Den ligger i kommunen Alto Lucero de Gutiérrez Barrios och delstaten Veracruz, i den sydöstra delen av landet, 260 km öster om huvudstaden Mexico City. Rancho Nuevo ligger 1 080 meter över havet och antalet invånare är 649.
Terrängen runt Rancho Nuevo är kuperad åt sydost, men åt nordväst är den bergig. Runt Rancho Nuevo är det ganska glesbefolkat, med 48 invånare per kvadratkilometer. Närmaste större samhälle är Plan de las Hayas, 3,3 km norr om Rancho Nuevo. I omgivningarna runt Rancho Nuevo växer huvudsakligen savannskog.